# Red Light District Video
Pour les articles homonymes, voir Red Light District.
Red Light District Video (RLD) est une entreprise américaine de production de films pornographiques. Son siège social est situé à Chatsworth, en Californie.

## Histoire
L'entreprise est créée en 2002 par Vince Vouyer ancien directeur d'Anabolic Video et Dion Giarrusso directeur du studio Elegant Angel.
Vince Vouyer et Dion Giarrusso ont encouragé d'autres personnes à les rejoindre dans "Red Light District" comme Erik Everhard, Lexington Steele et Mike John.
Red Light District s'est spécialisée dans les films gonzo.
C'est le studio qui a sorti en 2004 "1 Night in Paris", avec Paris Hilton et Rick Salomon, DVD qui fut parmi les plus grosses ventes du X.

## Récompenses
- 2003 AVN Award - 'Best Oral-Themed Feature' for "Throat Gaggers"
- 2004 AVN Award - 'Best Pro-Am or Amateur Release' for "Breakin' Em in 5"
- 2004 AVN Award - 'Best Pro-Am Release' for "Breakin' Em in 5
- 2005 AVN Award - 'Best P.O.V. Release' for "P.O.V. Pervert 3"
- 2005 AVN Award - 'Top Renting Release of the Year' for "1 Night in Paris"
- 2005 AVN Award - 'Top Selling Release of the Year' for "1 Night in Paris"
- 2006 AVN Award - 'Best Anal Scene Coupling (Video)' for "Manuel Ferrara & Katsumi in Cumshitters"
- 2006 AVN Award - 'Best P.O.V. Release' for "Manuel Ferrara's POV "
- 2006 AVN Award - 'Best Specialty Series' for "Cum Drippers"
- 2006 AVN Award - 'Top Selling Release of the Year' for "1 Night in China"
- 2008 AVN Award - 'Best MILF Series' for "Momma Knows Best"
- 2008 F.A.M.E. Award - 'Favorite Celebrity Sex Tape' for "1 Night in Paris"
- 2009 AVN Award - 'Best Ethnic-Themed Series - Latin' for "Young Tight Latinas"

## Séries
- 1 Dick 2 Chicks #1
- 1 In The Pink 1 In The Stink #1- #8
- 5 On 1 #1  2004
- 7 The Hard Way #1, #2
- 110% Natural #1- #4   2002
- Assault That Ass #1-#9 2002
- Addicted To Anal
- Addicted To Boobs
- Alone In The Dark
- Anal Expedition
- Anal Management
- Anal Xcavators
- Ass Attack
- Black Dicks in Asian Chicks
- Black Dicks in Latin Chicks
- Black Dick in White Chicks #1
- Breakin' 'Em In #1  2002
- Cum Drippers 2001
- Cum Glazed #1  2004
- Double Anal Plugged
- Multiple P.O.V. #1  2003
- One On One #1 - #6 2003
- Raincoater's Point Of View #1, #2, #3 2001
- Throat Gaggers #1 - #11, 2002
- Swallow My Pride
- Vouyer Vision #1
- We Fuck Em Young
- We Yum Yum Cum
- Whatabooty
- White Dicks in Black Chicks
- Whores In Heat
- World Class Ass
- Young Tight Latinas
- Young Ripe Mellons #2 2002

## Actrices produites par Red Light District
Alicia Rhodes, Ashley Blue, Amy Reid, Amee Donavan, Avy Scott, Alexia Knight, Brooke Ballentyne, Brianna Love, Courtney Cummz, Lucy Thai, Mandy Bright, Taylor Rain, Velicity Von, Nadia Styles, Holly Morgan, Aiden Starr, Presley Maddox, Aurora Jolie, Leah Luv, Missy Monroe, Lucy Lee, Maggie Star, Nautica Thorn, Gia Paloma, Sophie Evans, Katja Kassin, Katsuni, Angel Dark, Sarah Blue, Liliane Tiger, Tiffany Hopkins, Roxy Jezel, Aubrey Addams, Cynthia Lavigne, Hypnotiq, Lady Armani, Ashley Licks, Kapri Styles, Jasmine Sky, Vivienne La Roche, Sandra Romain, Sarah O'Neal, Julie Silver, Janet Alfano, Melissa Black, Allyson More, Dora Venter, Mia Banggs, Sasha Knox, Bobbi Eden, Samantha Sin, Kelly Wells, Marie Luv, Haley Scott, Luscious López, Tobi Pacific, Alicia Angel, Kelli Brooks, Sasha Grey, Flower Tucci, Naomi St. Clair, Cody Lane, Amber Rayne, Nyomi Zen, Lana Lain, Tia Tanaka, Scarlet Haze, Maya Hills, Ellen Saint, Adrianna Nicole, Audrey Hollander, Gianna Michaels...

## Acteurs & Producteurs
Brian Pumper, Brandon Iron, Arnold Schwarzenpecker, Chris Mountain, Michael Stefano, David Luger, Steve Holmes, Manuel Ferrara, Erik Everhard, Lexington Steele, Mike John,  Sean Michaels, Dave Hardman, Claudio Meloni, David Perry, Robert Rosenberg, Nacho Vidal,  Robbie Fischer, Jake Malone, Mark Wood...